# Звіт Ганта
Звіт Ганта — звіт, який був укладений у 1969 році комітетом, на чолі якого стояв Генрі Гант. Він визначав, що:
|  | «Перевірити склад Королівських констеблів Ольстера та Спеціальних констеблів Ольстера та їх функції, та, за необхідності додати необхідні рекомендації, які б у свою чергу сприяли до забезпечення закону та порядку у Північній Ірландії.» |

Гант вніс 47 рекомендація та 5 пропозицій. Це призвело до реформування установи Королівських констеблів Ольстера та розформування відділу Спеціальних констеблів Ольстера. В свою чергу це посприяло утворенню Полку оборони Ольстера. Публікація звіту громадськість зустріла з незадоволенням і у Белфасті розпочалися протести.